# Westliche Gelbfledermaus

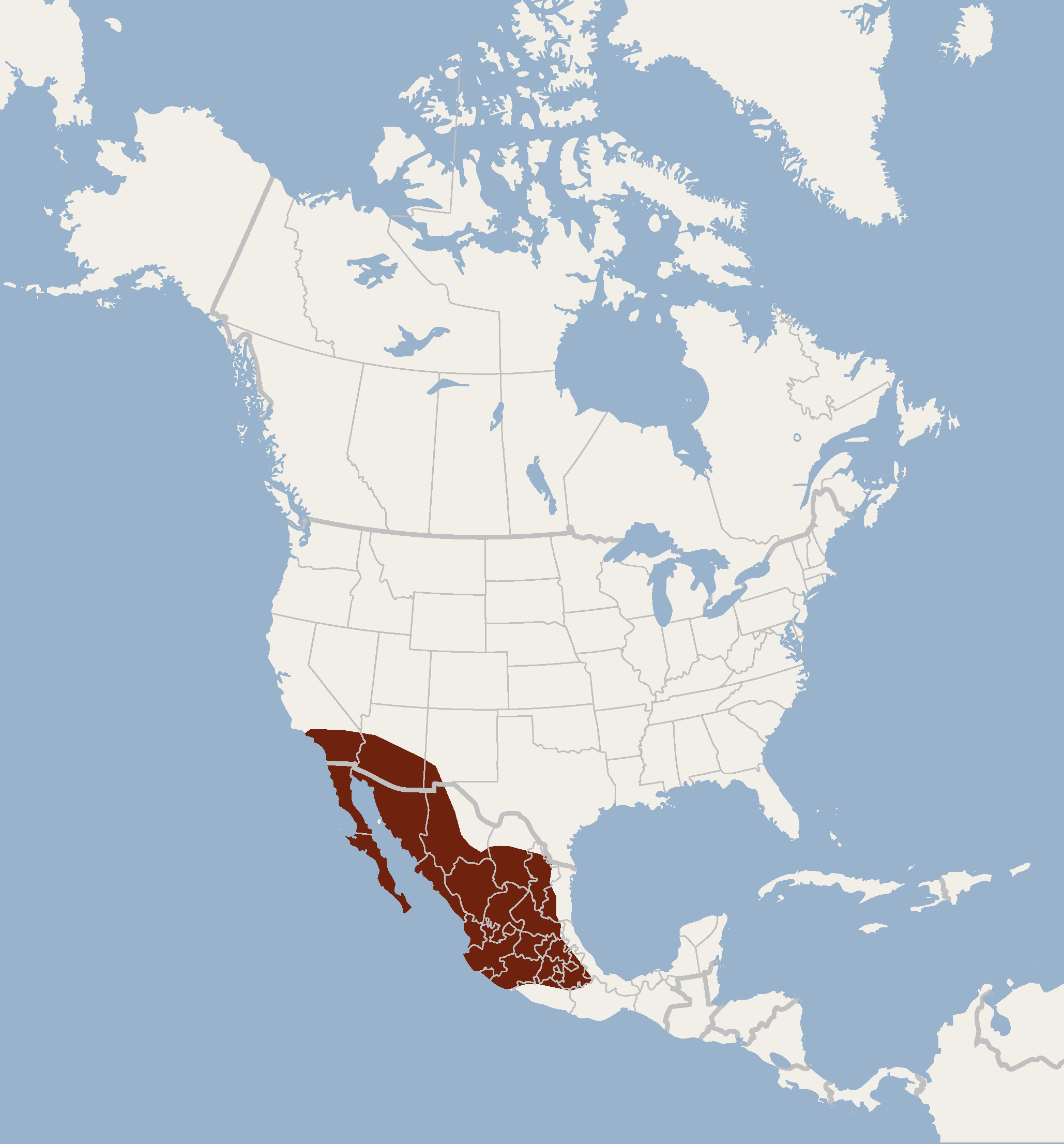
Verbreitungsgebiet der Westlichen Gelbfledermaus

Die Westliche Gelbfledermaus (Lasiurus xanthinus) ist ein im südwestlichen Nordamerika verbreitetes Fledertier in der Gattung der Haarschwanzfledermäuse. Die Population galt zeitweilig als Unterart der Südlichen Gelbfledermaus (Lasiurus ega).

## Merkmale
Diese kleine Fledermaus ist mit Schwanz 115 bis 120 mm lang, die Schwanzlänge beträgt 40 bis 50 mm und das Gewicht liegt bei etwa 16 g. Die Art hat 8 bis 10 mm lange Hinterfüße und 15 bis 19 mm lange Ohren. Wie der Name andeutet, ist die Oberseite von intensiv gelbem Fell bedeckt, das leichte schwarze Tönungen aufweist. Unterseits ist hellbraunes bis oranges Fell vorhanden. Typisch sind die langen gelben Haare auf der Schwanzflughaut, die länger als bei anderen Gattungsvertretern sind. Der Kopf ist durch helle Gesichtshaut (soweit sichtbar) und durch hellbraune, nackte Ohren gekennzeichnet. Die Westliche Gelbfledermaus hat lange Beine und eine hellbraune Kralle am ersten Finger. Im Oberkiefer sind pro Seite ein Schneidezahn, ein Eckzahn, zwei prämolare und drei molare Zähne vorhanden. Im Unterkiefer kommen zusätzlich pro Seite zwei Schneidezähne dazu, was 32 Zähne im Gebiss ergibt.

## Verbreitung
Die Art lebt im Süden von Kalifornien, Arizona, New Mexico und im Südwesten von Texas sowie im nördlichen und zentralen  Mexiko bis etwa Mexiko-Stadt. Das Habitat variiert zwischen eher trockenen Wäldern, Savannen, Weideflächen, Ackerland und Buschländern. Diese Fledermaus bevorzugt Flachländer und erreicht manchmal Hochebenen und Gebirge bis 2300 Meter Höhe.

## Lebensweise
Die nachtaktiven Exemplare ruhen in Laubbäumen und Palmen, wo sie an der Unterseite von Blättern hängen. Typische Rastplätze sind die Kalifornische Washingtonpalme und Palmlilien. Die Tiere bilden keine Kolonien und ruhen meist einzeln oder in kleinen Gruppen. Zusätzlich dienen die Äste von Bäumen und Gebäude als Ruheplatz. Die Jagt beginnt frühestens zur Dämmerung. Die Westliche Gelbfledermaus erbeutet Insekten im schnellen Flug entlang Wasserläufen oder über Teichen. Im gleichen Revier kommen mehrere andere Fledermausarten vor. Soweit bekannt findet die Paarung im Herbst statt und die Geburt der Nachkommen erflogt, mit oder ohne Pause in der Embryoentwicklung im Juni. Pro Wurf kommen meist zwei und selten drei bis vier Neugeborene vor.

## Gefährdung
Gebietsweise wirken sich die Beschneidung von Palmen und der Einsatz von Schädlingsbekämpfungsmitteln negativ aus. Einige Exemplare fallen streunenden Katzen zum Opfer. Die Gesamtpopulation wird als stabil eingeschätzt. Die IUCN listet die Westliche Gelbfledermaus als nicht gefährdet (least concern).